# Associazione Calcio Reggiana Femminile 2004-2005
Questa voce raccoglie le informazioni riguardanti l'Associazione Calcio Reggiana Femminile nelle competizioni ufficiali della stagione 2004-2005.

## Stagione
Nel campionato di Serie A 2004-2005 il club realizza 35 punti, frutto delle 10 vittorie, 5 pareggi e 7 sconfitte, classificandosi al 4º posto a 11 punti dal Torino e 2 più del Fiammamonza.
In Coppa Italia raggiunge i quarti di finale venendo eliminata dal Milan, non riuscendo a recuperare la rete di svantaggio subita all'andata pareggiando a reti inviolate la partita di ritorno.

## Divise e sponsor
La tenuta riproponeva lo schema già utilizzato dalla Reggiana maschile, ovvero completo granata per la prima e completamente bianca, o con calzettoni granata, per la seconda. Lo sponsor principale era Barcom, poi Forneria Artigiana, mentre il fornitore delle tenute era Legea.
|  | 1ª divisa |  | 2ª divisa |

## Rosa
Rosa al 25 agosto 2004 estratta dal sito calciodonna.it
| N. |                   | Ruolo | Calciatrice        |
| -- | ----------------- | ----- | ------------------ |
|    | Italia (bandiera) | C     | Samantha Arrigoni  |
|    | Italia (bandiera) | P     | Grazia Bacci       |
|    | Italia (bandiera) | C     | Lara Barbieri      |
|    | Italia (bandiera) | D     | Fosca Calloni      |
|    | Italia (bandiera) | A     | Francesca Cavagni  |
|    | Italia (bandiera) | A     | Fabiana Costi      |
|    | Italia (bandiera) | C     | Sara D'Alessio     |
|    | Italia (bandiera) | C     | Valeria Davoli     |
|    | Italia (bandiera) | D     | Carlotta Fagiolini |
|    | Italia (bandiera) | P     | Mimma Fazio        |
|    | Italia (bandiera) | D     | Elisa Giugni       |
|    | Italia (bandiera) | A     | Erika Lisi         |

| N. |                   | Ruolo | Calciatrice                        |
| -- | ----------------- | ----- | ---------------------------------- |
|    | Italia (bandiera) | D     | Alessia Marchetti                  |
|    | Italia (bandiera) | C     | Chiara Marini                      |
|    | Italia (bandiera) | C     | Eleonora Menta                     |
|    | Italia (bandiera) | C     | Giulia Nasuti                      |
|    | Italia (bandiera) | D     | Marina Pellizzer                   |
|    | Italia (bandiera) | P     | Alice Pini                         |
|    | Italia (bandiera) | A     | Cristina Prandi                    |
|    | Italia (bandiera) | A     | Silvia Tagliacarne (da confermare) |
|    | Italia (bandiera) | D     | Simona Zani                        |
|    | Italia (bandiera) | D     | Marika Zinelli                     |
|    | Italia (bandiera) | C     | Debora Zinzeri                     |

## Calciomercato

### Sessione estiva
| Acquisti | Acquisti | Acquisti | Acquisti |
| R.       | Nome     | da       | Modalità |
| -------- | -------- | -------- | -------- |
|          |          |          |          |

| Cessioni | Cessioni | Cessioni | Cessioni |
| R.       | Nome     | a        | Modalità |
| -------- | -------- | -------- | -------- |
|          |          |          |          |

## Risultati

### Serie A

#### Girone di andata
| Milano 9 ottobre 2004, ore 15:00 CEST 1ª giornata | ACF Milan | 0 – 0 | Reggiana | Arena Civica |

| Reggio Emilia 15 ottobre 2004, ore 15:00 CEST 2ª giornata | Reggiana | 0 – 2 | Agliana | Stadio comunale Mirabello |

| Reggio Emilia 22 ottobre 2004, ore 15:00 CEST 3ª giornata | Reggiana | 0 – 3 | Fiammamonza | Stadio comunale Mirabello |

| 4 dicembre 2004, ore 14:30 CET 4ª giornata | Torino | 3 – 0 | Reggiana |  |

| Bibbiano 11 dicembre 2004, ore 14:30 CET 5ª giornata                     | Reggiana  | 3 – 1 referto | Vigor Senigallia | Stadio comunale L. Bedogni |
| \| \| \| \| \| Giugni 13’ Zinzeri 76’, 89’ \| Marcatori \| 62’ Bonito \| |           |               |                  |                            |
|                                                                          |           |               |                  |                            |
| Giugni 13’ Zinzeri 76’, 89’                                              | Marcatori | 62’ Bonito    |                  |                            |

| Arbitro: | Brotto (Roma) |

|                       |           |            |
| Colasuonno 90’ (rig.) | Marcatori | 10’ Giugni |

| Arbitro: | Moschi (Prato) |

|                                              |           |                      |
| Nasuti 11’ (rig.) Prandi 33’ Pellizzer 90+1’ | Marcatori | 86’ (rig.) Coluccini |

| Reggio Emilia 22 gennaio 2005, ore 14:30 CET 9ª giornata | Reggiana         | 0 – 0 referto | Graphistudio Tavagnacco | (ca. 150 spett.)\| Arbitro: \| Belloni (Milano) \| |
| Arbitro:                                                 | Belloni (Milano) |               |                         |                                                    |

| Arbitro: | Deriu (Trento) |

|                                     |           |  |
| Gabbiadini 74’ Boni 80’ Pasquii 84’ | Marcatori |  |

| Arbitro: | Bolano (Siena) |

|                                   |           |                              |
| Prandi 27’, 48’ Nasuti 35’ (rig.) | Marcatori | 9’ Gazzoli 56’ (rig.) Ceroni |

#### Girone di ritorno
| Correggio 19 marzo 2005, ore 15:00 CET 15ª giornata | Reggiana | 2 – 1 | Torino | Stadio comunale |

| Arbitro: | Natali (Firenze) |

|                                                    |           |             |
| Giugni 6’ Lisi 26’ Costi 60’ Prandi 62’ Davoli 84’ | Marcatori | 70’ Colombo |

| Arbitro: | De Faveri (San Donà di Piave) |

|                                     |           |                       |
| José 20’ Di Filippo 39’ Bucovaz 76’ | Marcatori | 14’ Lisi 84’ Barbieri |

| Arbitro: | Colla (Monza) |

|  |           |                                                      |
|  | Marcatori | 13’ Boni 30’, 42’ Pasqui 49’ Turra 56’ (aut.) Giugni |

| Arbitro: | Di Stefano (Alghero) |

|          |           |                   |
| Tona 39’ | Marcatori | 40’ (rig.) Nasuti |

### Coppa Italia

#### Primo turno
Girone 16
| 11 settembre 2004 | Reggiana | 5 – 0 | Carrara |  |

| Firenze 19 settembre 2004 | Firenze | 2 – 4 | Reggiana |  |

#### Secondo turno
| Agliana 20 novembre 2004 Andata | Agliana | 0 – 1 | Reggiana | Stadio comunale Germano Bellucci |

| Bibbiano 7 novembre 2004 Ritorno | Reggiana | 1 – 0 | Agliana | Stadio comunale L. Bedogni |

#### Ottavi di finale
| Rio Saliceto 20 novembre 2004, ore 14:30 CET Andata | Reggiana              | 0 – 0 referto | Fiammamonza | Stadio comunale\| Arbitro: \| Lavagnini (Viareggio) \| |
| Arbitro:                                            | Lavagnini (Viareggio) |               |             |                                                        |

| Arbitro: | Lazzaretto (Schio) |

|            |           |           |
| Illiano 5’ | Marcatori | 60’ Costi |

#### Quarti di finale
| Arbitro: | Misson (Prato) |

|  |           |           |
|  | Marcatori | 47’ Ulivi |

| Triginto, Mediglia 30 marzo 2005, ore 17:00 CEST Ritorno | ACF Milan          | 0 – 0 referto | Reggiana | Campo sportivo comunale\| Arbitro: \| Liturco (Collegno) \| |
| Arbitro:                                                 | Liturco (Collegno) |               |          |                                                             |

## Statistiche

### Statistiche di squadra
| Competizione | Punti | In casa | In casa | In casa | In casa | In casa | In casa | In trasferta | In trasferta | In trasferta | In trasferta | In trasferta | In trasferta | Totale | Totale | Totale | Totale | Totale | Totale | DR  |
| Competizione | Punti | G       | V       | N       | P       | Gf      | Gs      | G            | V            | N            | P            | Gf           | Gs           | G      | V      | N      | P      | Gf     | Gs     | DR  |
| ------------ | ----- | ------- | ------- | ------- | ------- | ------- | ------- | ------------ | ------------ | ------------ | ------------ | ------------ | ------------ | ------ | ------ | ------ | ------ | ------ | ------ | --- |
| Serie A      | 33    | 11      | 5       | 2       | 4       | 17      | 15      | 11           | 5            | 1            | 5            | 18           | 15           | 22     | 10     | 3      | 9      | 35     | 30     | +5  |
| Coppa Italia | -     | 4       | 3       | 1       | 0       | 21      | 2       | 2            | 1            | 1            | 0            | 4            | 0            | 6      | 4      | 2      | 0      | 25     | 2      | +23 |
| Totale       | -     | 15      | 8       | 3       | 4       | 38      | 17      | 13           | 6            | 2            | 5            | 22           | 15           | 28     | 14     | 5      | 9      | 60     | 32     | +28 |

### Andamento in campionato
| Giornata  | 1 | 2 | 3 | 4 | 5 | 6 | 7 | 8 | 9 | 10 | 11 | 12 | 13 | 14 | 15 | 16 | 17 | 18 | 19 | 20 | 21 | 22 |
| --------- | - | - | - | - | - | - | - | - | - | -- | -- | -- | -- | -- | -- | -- | -- | -- | -- | -- | -- | -- |
| Luogo     | T | C | C | T | C | T | C | T | C | T  | C  | C  | T  | T  | C  | T  | C  | T  | C  | T  | C  | T  |
| Risultato | N | P | P | P | V | N | V | V | N | P  | V  | V  | V  | N  | V  | P  | V  | V  | V  | P  | P  | N  |
| Posizione |   |   |   |   |   |   | 8 | 7 |   |    | 7  |    |    |    |    |    |    |    | 4  | 4  | 4  | 4  |

Legenda:

Luogo: C = Casa; T = Trasferta. Risultato: V = Vittoria; N = Pareggio; P = Sconfitta.

### Statistiche delle giocatrici
| Giocatore   | Serie A  | Serie A | Serie A     | Serie A    | Coppa Italia | Coppa Italia | Coppa Italia | Coppa Italia | Totale   | Totale | Totale      | Totale     |
| Giocatore   | Presenze | Reti    | Ammonizioni | Espulsioni | Presenze     | Reti         | Ammonizioni  | Espulsioni   | Presenze | Reti   | Ammonizioni | Espulsioni |
| ----------- | -------- | ------- | ----------- | ---------- | ------------ | ------------ | ------------ | ------------ | -------- | ------ | ----------- | ---------- |
| L. Barbieri | 11       | 1       | ?           | ?          | 5            | 0            | ?            | ?            | 16       | 1      | ?           | ?          |